# كمال الدين حسين الطاهر
مال الدين حسين الطاهر من مواليد 1948م بالسودان.تلقى تعليمه قبل الجامعي في مدينة كسلا وبوردسودان 1966-1954 واكمل تعليمه الجامعي في جامعة الخرطوم 1971م وحصل على درجة البكاليريوس بتقدير ممتاز في الصيدلة. ثم اكمل مشواره التعليمي الفوق الجامعي في المملكة التحدة في كلية تشيلسي جامعة لندن. حصل على ماجستير في علم الادوية عام 1978 وثم حصل على الدكتوراه من جامعة باث إنجلترا عام 1981م .يعمل حاليا بروفسير في علم الادوية في كليه الصيدلة بجامعة الملك سعود في مدينة الرياض ومشرف على وحدتي علم الادوية بمركزي البحوث والنباتات الطبية والعطرية والسامة وهو أيضا عضوفي هيئة تحريرالمجلة السعودية للصيدلة.
هو عضو في عديد من منظمات وجمعيات عالمية لعلم الادوية.ويعد الدكتور كمال الدين الطاهر حسين من ابرز العلماء عالميا ومتضمن في موسوعات من هو في العالم ومن هو في العلوم الصحية الأمريكية والآسيوية منذ عام 1996م اختاره مركز السير الذاتية العالمي بكمبردج إنجلترا من أشهر واميز وأفضل 100 عالم في العالم عام 2006م كما منحه المعهد العالمي الأمريكي للسير الذاتية بولاية كارلينا الشمالية وسام الإنجاز العلمي العالمي مدى الحياة في عام 2000م وكذالك كرمته السفارة السودانية في مدينة الرياض عامي 1999م و 2006م لتميزه وإبداعه العلمي.منح جائزة المراعي للإنجاز العلمي (جائزة العالم المتميز في مجال الصيدلة)للعام 1428هـ وتقديرا لسجله العلمي الحافل من مدينة الملك عبد العزيز للعلوم والتقنية (الرياض) وشركة المراعي السعودية. منحتة جامعة الملك سعود جائز ة معالي مدير الجامعة للتميز في التدريس عام 1430هـ.وكرمته رابطة الاعلاميين بالرياض 2010. سجل هذا العالم 42 براءة اختراع علمية في مجالات الادوية  ومستحضرات التجميل والحناء ومعاجين الأسنان والمشروبات المنعشة والمقوية ومحاليل الإمهاء ومعوضات العرق وتنقية الملح والفحم شبه الصناعي ومشعلاته وزيت الطعام الصحي المثالي والتنائم الجروح والقرح المعدية والمرئية وصبغات الشعر ومانعات جفاف المساويك وعلاجات الاكزيما وداء الصدفية والالتهابات والروماتيزوم.
له خمسون ابتكارا تشكيليا في المستحضرات الصيدلانية وخمسون ابتكار في مستحضرات التجميل (كريمات وزيوت ولوشنات وهلامات وعطور وشامبوهات ومفتحات للبشرة).لديه كتب منشورة عددها 14 كتابا بالغتين الإنجليزية والعربية في مجالات علم الادوية 1987-2007 م والخواص الطبية لبعض المنبهات والاغذية 1988-1989م والمخدرات والمؤثرات العقلية 1990و1995م والخواص الطبية لبعض الزيوت النباتية والدهون الحيوانية 1998م والخواص الطبية لعسل النحل والبصل والثوم 1983م والسجائر والتمباك والصحة 1984م وعن الطب النبوي والعلم الحديث والألبان ومشتقاتها وافيوناتها 2007م والشعر وامراضه 2007م والمواد الاضافية للاغذية والادوية.وشارك في ترجمة الموسوعة العالمية الأمريكية (كتاب العالم) وتحرير كتب المؤتمرات الصيدلانية.لديه أكثر من خمسون مقالة علمية بالغة العربية في الصحف السودانية والسعودية وما يزيد عن مائتين تقريرا علميا للعديد من المؤسسات الصحية والشركات والمؤسسات والافراد.وله أكثر من مائيتي شريط فيديو تجارب معملية في علم الادوية التجريبي والتركيبات الصيدلانية ومستحضرات التجميل.